# Avenida Fernández Albano
La avenida Fernández Albano es una arteria vial de la comuna chilena de La Cisterna, en Santiago de Chile. El odónimo de esta vía se debe al político y abogado santiaguino, Elías Fernández Albano, quien fue diputado, dirigió varias carteras ministeriales de gobierno y llegó a ser presidente interino de la República en 1910 en su calidad de vicepresidente, debido al fallecimiento de Pedro Montt en el ejercicio de su cargo. Se interseca con la Gran Avenida José Miguel Carrera, donde se encuentra la estación El Parrón del Metro de Santiago, la más próxima a la avenida. 
Con una extensión de 3 km de largo, se inicia al poniente frente al Estadio Municipal de La Cisterna. Al cruzar la Gran Avenida aumenta su ancho, añadiéndose un bandejón central con una superficie total de 10 000 m² que sirve también como paseo peatonal hasta llegar a Avenida Santa Rosa, donde finaliza la ruta al oriente. En las cercanías por la misma vía se encuentra el cuartel comunal de la Policía de Investigaciones de Chile (PDI). 

## Historia
En los primeros años de la década de 1910 la chacra Granja de Lo Ovalle (cuyos límites eran las actuales calles General Freire por el norte, Iquique por el este, El Parrón por el sur y Gran Avenida por el oeste) fue subdividida, creándose la Población Granjas de Lo Ovalle. En la parte central de dicha población se construyó una avenida de 35 metros de ancho, con un bandejón de 9 metros de ancho en el cual se encontraban tres hileras de plátanos orientales. En la misma época fueron instalados cuatro arcos ornamentales en el cruce con el camino a San Bernardo: dos sobre las vías vehiculares y dos en el bandejón central.
En 1957 fue eliminada la hilera central de árboles, dejando solamente las filas de vegetación en los costados norte y sur del bandejón, mientras que en 1959 fueron demolidos los arcos ornamentales debido a su deterioro y baja altura. En enero de 1962 la iluminación de la avenida, que estaba instalada solo en la acera sur, fue trasladada al bandejón central.
La avenida fue conocida originalmente con el nombre de «Los Arcos», sin embargo dicha denominación nunca se oficializó. En junio de 1972 fue presentada una moción en la Cámara de Diputados para cambiar la denominación a «Avenida Los Arcos», la cual tampoco fructificó. El 12 de octubre de 1974 fueron inauguradas unas réplicas de los arcos ornamentales que daban origen al nombre primitivo de la vía, además de una cisterna, elemento que da nombre a la comuna.
En el bandejón central de Fernández Albano se inauguró el 13 de octubre de 2007 el Parque La Reforma, en homenaje a la Reforma protestante impulsada por Martín Lutero, año que se presentó el proyecto de ley para la declaración del Día Nacional de las Iglesias Evangélicas y Protestantes al año siguiente.
La avenida tiene un uso histórico principalmente residencial, predominantemente de casas y con la construcción de edificios de departamentos destinados a viviendas, como producto del crecimiento demográfico natural de la comuna.